# Estiris
|  | Pel que fa als habitants del país austríac, vegeu Estíria. |

Estiris (en llatí Stiris, en grec antic Στῖρις) era una ciutat de la Fòcida, situada a 120 estadis de Queronea vora la via que travessa les muntanyes que hi ha entre els dos llocs.
Els seus habitants deien ser descendents de colons atenencs de Steiria, un dels demos de l'Àtica, que es van establir allí sota la direcció de Pèteu quan Egeu el va expulsar de l'Àtica. Pausànias descriu la ciutat, i diu que estava situada sobre un cim rocós, i que només tenia alguns pous d'aigua no apta per beure. L'agafaven d'una font que es trobava a 4 estadis més avall d'Estiris, per on baixaven utilitzant un camí excavat a la roca. Al segle II, Pausànias hi va veure un temple dedicat a Demèter, de sobrenom Estirites (Στιρίτης), construït amb tova sense coure, que tenia dues estàtues, una de marbre pentèlic que portava dues torxes i una altra, molt més antiga, embolicada amb cintes.
Estiris va ser una de les ciutats de la Fòcida destruïdes per Filip II de Macedònia durant la guerra Sagrada però va ser reconstruïda, i en temps de Pausànias estava habitada. Les seves ruïnes corresponen a la moderna Paleá khora.